# Poison the Well
I Poison the Well (spesso abbreviato in PTW) sono stati un gruppo musicale statunitense formatosi a Miami nel 1997 e non più in attività dal 2010.

## Storia del gruppo

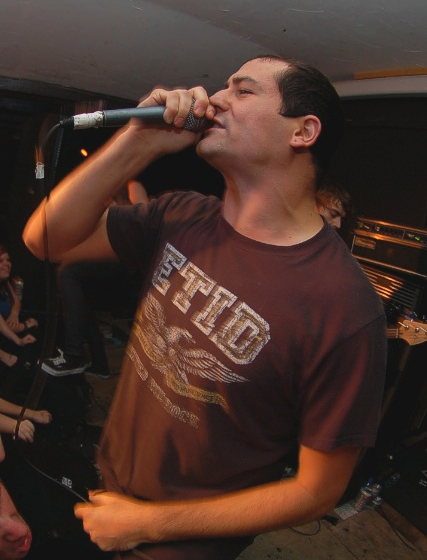
Il cantante Jeffrey Moreira in concerto nel 2007

I Poison the Well nacquero ad opera del cantante Aryeh Lehrer e dal chitarrista Ryan Primack. Poco dopo la loro prima pubblicazione sotto il nome "An Acre Lost", uno split coi Promise No Tomorrow pubblicato dalla Ohev Records, il nome della band è stato cambiato in Poison the Well. Pubblicano il loro primo EP, Distance Only Makes the Heart Grow Fonder, nel 1998. Il disco ha attira su di loro l'attenzione della Trustkill Records, che fa loro firmare un contratto per più album. Pubblicano il loro primo album per la Trustkill nel 1999, The Opposite of December. Al riguardo, la rivista Guitar World ritiene ancora The Opposite of December uno dei più grandi album hardcore di tutti i tempi, posizionandolo al numero 8 della sua personale classifica.
The Opposite of December si guadagnò l'attenzione di alcune grandi etichette, e ottenne abbastanza successo che nel 2002 la band ripubblicò l'EP di debutto con la Undecided Records, con due tracce bonus e il titolo leggermente differente (tolsero l'"Only"). Successivamente la band pubblica un altro album con la Trustkill, Tear from the Red, e realizza un video per la canzone Botchla. La popolarità della band crebbe e la stessa firmò un contratto con l'Atlantic Records. Nel 2003, un anno dopo l'uscita di Tear from the Red, la band fece il suo debutto con la maggiore etichetta con You Come Before You. Derek Miller, il principale autore dei testi delle canzoni, lasciò la band dopo che You Come Before You venne scritto.
Anche se la band sperimentò un grande successo con l'Atlantic, il 13 giugno 2003 annuncia che avrebbe concluso il contratto con l'etichetta dopo la pubblicazione di un solo album a causa di "divergenze creative". Il 16 novembre 2006 firmano ufficialmente un contratto con l'etichetta indipendente Ferret Music.

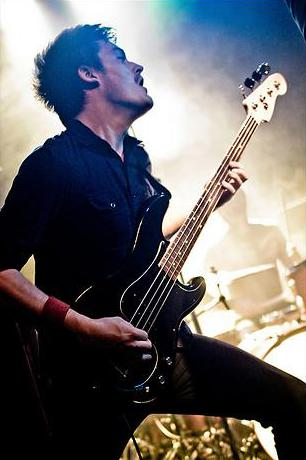
Brad Grace in concerto nel 2009

Versions, quarto album di inediti del gruppo, viene pubblicato dalla Ferret Music il 2 aprile 2007 in Europa e il 3 aprile nel resto del mondo. Il 22 febbraio 2007 cominciarono un tour internazionale in promozione all'album. Avendo aver perso due membri nel 2006 (Jason Boyer alla chitarra e Ben Brown al basso), questi vengono rimpiazzati da Bradley Grace e Brad Clifford.
Dopo l'album The Tropic Rot del 2009, nel 2010 il gruppo decide di andare in pausa indefinita. Si riuniscono temporaneamente, senza il chitarrista Brad Clifford, per due concerti nel maggio 2015.

## Formazione

### Ultima
- Jeffrey Moreira – voce (1998-2010)
- Ryan Primack – chitarra solista (1997-2010)
- Brad Clifford – chitarra ritmica (2006-2010)
- Brad Grace – basso (2006-2010)
- Chris Hornbrook – batteria (1997-2010)

### Ex componenti
- Aryeh Lehrer – voce (1997-1998)
- Andrew Abramowitz – basso (1997-1998)
- Jeronimo Gomez – basso (1997-1998)
- Shane Halpern – voce (1997)
- Russ Saunders – chitarra ritmica (1997)
- Jose Martinez – chitarra ritmica (1997-2000)
- Derek Miller – chitarra ritmica (1998-2004)
- Duane Hosein – voce (1998)
- Alan Landsman – basso (1998-1999)
- Iano Dovi – basso (1999-2002)
- Steve Looker – chitarra ritmica (1999)
- Geoff Bergman – basso (2003-2004)
- Jason Boyer – chitarra ritmica (2004-2006)
- Brad Clifford – chitarra ritmica (2006-2010)
- Ben Brown – basso (2004-2006)
- Javier Van Huss – basso (2001)

## Discografia

### Album in studio
- 1999 – The Opposite of December
- 2002 – Tear From the Red
- 2003 – You Come Before You
- 2007 – Versions
- 2009 – The Tropic Rot

### EP
- 1998 – Distance Only Makes the Heart Grow Fonder
- 2009 – I/III / II/III / III/III